# سیارک ۱۹۴۴۸
سیارک ۱۹۴۴۸ (به انگلیسی: 19448 Jenniferling، نامگذاری:1998FJ122) نوزده هزار و چهارصد و چهل و هشتمین سیارک کشف شده‌است که در ۲۰ مارس ۱۹۹۸ کشف شد.
قدر مطلق سیارک برابر ۱۰.۷ است.